# Lasiognathus amphirhamphus
Lasiognathus amphirhamphus là một loài cá được tìm thấy ở đồng bằng Madeira Abyssal ở trung tâm phía đông Đại Tây Dương, nơi nó xuất hiện ở độ sâu từ 1.200 đến 1.305 mét (3.900 đến 4.281 ft). Con cái của loài này phát triển đến độ dài 15,7 cm (6,2 in). Loài này có đặc điểm là chỉ có hai (như trái ngược với ba) móc xương trên tua mồi, nó có sắc tố nhẹ. 